# Echostar 17
Echostar 17 — американский телекоммуникационный спутник, эксплуатируемый компанией Echostar. 
Аппарат был выведен на орбиту 5 июля 2012 года в 21:36 UTC, ракетой-носителем Ариан-5, вместе со метеоспутником Meteosat 10.

## Описание
Echostar 17 был разработан Space Systems Loral на базе платформы LS-1300. Масса спутника — 6100 кг. В качестве полезной нагрузки он несёт 60 транспондеров Ka-диапазона. Ожидается, что спутник прослужит как минимум 15 лет.